# 新婚房詛咒
《新婚房詛咒》（英語：The Curse）是一部美国讽刺黑色喜剧驚悚电视剧，其剧本由编剧内森·菲尔德和班尼·沙夫戴创作，主演为艾瑪·史東、菲尔德和萨夫迪。该剧于2022年6月至10月拍摄，并于2023年11月10日通过流媒体和点播方式向所有Showtime和Paramount+的Showtime订户首播，后于11月12日在Showtime首次播出。电视剧的前三集于2023年10月12日在纽约电影节首映。第一季于2024年1月12日结束，好评居多。
该剧探讨了“一对新婚夫妇一边养胎，一边出演HGTV的新节目《Fliplanthropy》之时，一个诅咒如何扰乱了他们的关系。”

## 演员阵容和角色

### 主要角色
- 艾瑪·史東饰惠特尼·西格尔 (Whitney Siegel)，亚瑟的妻子，也是HGTV新节目的联合主演
- 内森·菲尔德 (Nathan Fielder)饰演亚瑟·西格尔 (Asher Siegel)，惠特尼的丈夫和HGTV新节目的联合主演
- 班尼·沙夫戴饰演道吉·施克特（Dougie Schecter），HGTV新节目的制片人，也是亚瑟的朋友

### 常设角色
- 康斯坦斯·舒尔曼（英语：Constance Shulman）和科賓·本森饰演伊丽莎白和保罗，惠特尼的父母，也是贫民窟的房东
- Hikmah Warsame 饰演 Nala，一个诅咒亚瑟的年轻女孩
- 达哈博·艾哈迈德 饰 Hani，娜拉的姐姐
- 克里斯托弗·卡尔德隆 饰 费尔南多 (Fernando)，一名经济困难的当地人，受惠特尼雇佣
- 巴克哈德·阿卜迪饰 Abshir、Nala 和 Hani 的父亲
- 加里·法默饰 詹姆斯·托莱多，圣佩德罗普韦布洛州长
- Nizhanniya Luxi Austin 饰 卡拉·杜兰德 (Cara Durand)，一位与惠特尼合作的Picuris Pueblo艺术家

### 客串
- 迪恩·凱恩饰演 马克·罗斯，一名购房者
- GiGi Erneta饰演HGTV高管玛莎
- 蕾切尔·雷饰她自己
- 文森特·帕斯托雷饰他自己

## 制作

### 发展
该电视剧于2020年2月获得Showtime批准，并由编剧内森·菲尔德和本尼·萨夫迪创作电视剧的剧本。萨夫迪称该剧“一开始是一部30分钟的喜剧，后来变成了一部长达一小时的剧情喜剧片”。 
根据IndieWire于2023年12月的采访，菲尔德是在他搬到洛杉矶期间发生的一件事情给了他该剧的灵感：街上的一名妇女向菲尔德要钱，当他回答说没有钱时，她对菲尔德说：“我诅咒了你”。他对这位妇女的话感到困恼，于是从自動櫃員機取出二十美元给她。她得到钱后告诉菲尔德他的诅咒解除了。菲尔德说：“我不相信这些东西，但我没法忘掉这件事情。有时，如果有人对你说一句话，让你感觉自己把一件事情搞砸了；即使这是随口说出的，这种感觉也会在你脑海当中挥之不去，逐渐生长，然后消耗掉你的精力。然后我们就讨论这个想法，比如，‘如果这种氛围贯穿一整部电视节目，不是很有趣吗？’”

### 选角
2020年12月，艾瑪·史東加入该剧演员阵容。 2022年7月，科尔宾·伯恩森、巴哈德·阿卜迪和康斯坦斯·舒尔曼加入演员阵容。

### 拍摄
2022年6月至10月，电视剧的主体拍摄工作于新墨西哥州圣达菲和埃斯帕诺拉完成。

### 配乐
该系列的配乐由萨夫迪的合作者丹尼尔·洛帕廷和约翰·梅德斯基创作和演奏。此外，爱丽丝·科川的音乐在该系列中也十分重要。

## 主题与分析
该节目涉及的主题包括真人實境節目、绅士化、文化挪用、白人特权、美洲原住民权利、可持续资本主义、犹太教、利他主义、道德标榜、婚姻和父母身份。

## 反响

### 评价
根据評論匯總网站爛番茄汇总的71篇评论文章，94%的评论家给予该作正面评价，使之獲得「認證新鮮」標識，平均打分为8.5分（满分10分） 在Metacritic，根据33名评论者的评分，剧集得到的平均分数是76分（满分100分），表示“普遍好评”。
该电视剧被《娱乐周刊》、《IndieWire》、《Elle》、《時代雜誌》、《影音俱樂部》和《紐約客》评为2023年最佳电视节目之一。
导演克里斯托弗·诺兰将《新婚房诅咒》描述为“一部很棒的剧集”，并将其与《双峰》 、《密諜》和《歌声侦探》相提并论，称其在电视领域“尚属首例”。

### 荣誉
| 奖项                 | 类别                       | 提名人                                                                | 结果 | Ref.   |
| -------------------- | -------------------------- | --------------------------------------------------------------------- | ---- | ------ |
| 第81届金球奖         | 金球奖剧情类剧集最佳女主角 | 艾瑪·史東                                                             | 提名 | [ 33 ] |
| 第39屆獨立精神獎     | 新劇本系列最佳配角         | 班尼·沙夫戴                                                           | 提名 | [ 34 ] |
| 第76屆美國作家協會獎 | 劇情系列                   | 卡門·克里斯多福/ 內森·菲爾德/ 亞歷克斯·哈金斯 / 凱麗·肯珀/班尼·沙夫戴 | 待定 | [ 35 ] |